# 漢弗萊斯學院
漢弗萊斯學院（Humphreys College）是位於美國加利福尼亞州奧克蘭的一所私立文理學院，成立於1896年，校名多次變更，1947年改現名。 該學院現提供學士學位和碩士學位，2015年《美國新聞與世界報道》 未將其列入排名。

## 外部連結
- Humphreys College （页面存档备份，存于）
- Laurence Drivon School of Law （页面存档备份，存于）
- Institute of Business Management & Law